# Cold Brains
Cold Brains är en låt av alternativ rock artisten Beck. Låten kom med som den första låten på hans album Mutations släppt 3 november 1998 och var även släppt som den andra av tre singlar från albumet den 1 mars 1999.
Låten har spelats live 93 gånger av Beck, dock har den ej spelats på över 10 år då senaste gången var 9 december 2006. 